# Ardaschir III.

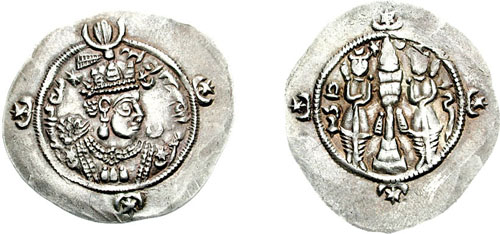
Münze von Ardaschir III.

Ardaschir III. (persisch اردشیر Ardaschīr [ærdæˈʃiːr]; * um 621; † 27. April 630) war persischer Großkönig in den Jahren 628–630.
Ardaschir III. (im Schahname auch Ardasšīr-i Šērōy genannt) war der Sohn des Großkönigs Kavadh II. aus der Dynastie der Sassaniden. Nach Tabari war er gerade sieben Jahre alt, als er diesem auf den Thron folgte, wobei sein wichtigster Berater Mihr-Adur-Gusnasp war. Dieser war bemüht, die Ordnung im Land, in dem nach dem verlorenen Krieg gegen Ostrom 628 auch noch die Pest getobt hatte, wiederherzustellen. Allerdings hatten lokale Adelige und vor allem die Armeekommandeure in der Zwischenzeit derart an Einfluss gewonnen, dass die königliche Zentralgewalt faktisch zerfiel. Ardaschir wurde bereits nach einer Regierungszeit von nur knapp anderthalb Jahren von seinem General Schahrbaraz, der sich mit dem oströmischen Kaiser Herakleios verständigt hatte, gestürzt und ermordet. Sein Todesdatum war Theodor Nöldeke zufolge der 27. April 630.